# Karl Koetschau

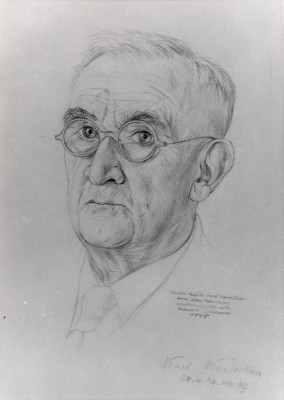
Karl Koetschau (gezeichnet von Werner Schramm, 1948)

Karl Theodor Koetschau (* 27. März 1868 in Ohrdruf; † 17. April 1949 in Düsseldorf) war ein deutscher Kunsthistoriker und Museumsdirektor.

## Leben
Koetschau verbrachte seine Jugend in München, Nürnberg und Zwickau und machte dort 1888 sein Abitur. Danach studierte er Kunstgeschichte und Archäologie an der Universität Bonn. 1893 wurde er mit seiner Dissertation „Barthel Beham und der Meister von Meßkirch“ zum Dr. phil. promoviert. 1896 wurde er Volontär an der Herzoglichen Bibliothek Gotha. Im Jahr 1897 wurde er zum Direktor der Kunst- und Altertumssammlungen der Veste Coburg ernannt. 1902 wurde er Direktor des Historischen Museums in Dresden. Im Jahr 1907 wurde er Direktor des Goethe-Nationalmuseums in Weimar. Vom 1. April 1909 bis 1913 war Koetschau Direktor der Gemäldegalerie und der Sammlung christlicher Bildwerke im Kaiser-Friedrich-Museum in Berlin. In den Jahren von 1913 bis 1934 war er Direktor der Städtischen Kunstsammlung Düsseldorf und gleichzeitig in Personalunion bis 1926 Direktor des Hetjens-Museums und des Historischen Museums. In der Berliner Gemäldegalerie war er von 1933 bis 1936 als Museumsdirektor tätig.
Auf die Initiative Koetschaus zusammen mit Gustav Pauli und Georg Swarzenski wurde am 23. Mai 1917 von 22 eingeladenen Leitern kunst- und kulturgeschichtlicher Museen im Städelschen Kunstinstitut in Frankfurt am Main der Deutsche Museumsbund gegründet.

## Veröffentlichungen (Auswahl)
- Barthel Beham und der Meister von Messkirch. Eine kunstgeschichtliche Studie. Heitz, Strassburg 1893, (Digitalisat).
- Die Anfänge der Städtischen Kunstsammlungen zu Düsseldorf. Bagel, Düsseldorf 1916.
- Goethe und Claude Lorrain. In: Wallraf-Richartz-Jahrbuch. Neue Folge Band 1, 1930, S. 261–268, JSTOR:24664312.